# Avril 1847

## Événements
- Jeudi 1er avril : 

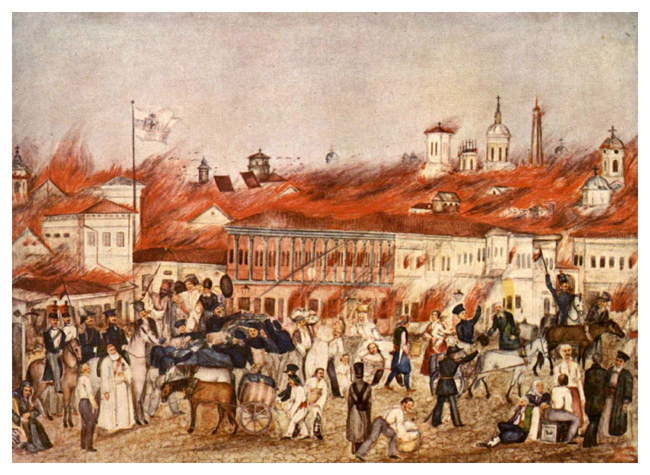
23 mars - 4 avril : grand incendie de Bucarest

  - Constitution du Cercle de la Librairie et de l'Imprimerie pour défendre et promouvoir les intérêts de ces professions.
  - France : absorption de la Compagnie du chemin de fer de Creil à Saint-Quentin par la Compagnie du chemin de fer du Nord.
  - Mohammed ibn 'Abd Allah est capturé.
- 5 avril, France : Victor Hugo visite la prison de la Roquette et s'entretient avec Marquis, élève de Viollet-le-Duc et condamné à mort.
- 8 avril, France : mort de Mme de Castellane qui fut la maîtresse de Chateaubriand, puis de Molé.  Hugo (Choses vues T1, p. 439) :"Elle avait été fort jolie, mais elle s'était retirée de bonne heure des prétentions à la beauté."

- 11 avril, France : chez Victor Hugo, tirage d'une loterie d'autographes réalisée au profit des crèches.
- 15 avril : 
  - Toulouse : début de l'affaire Léotade, ignorantin, accusé d'avoir violé et tué Cécile Combettes, âgée de quatorze ans.
  - Bataille de Tourane. La France lance une expédition sur la Cochinchine (Nord du Viêt Nam).
- 16 avril, France : 
  - Trois émeutiers de Buzançais sont exécutés.
  - Victor Hugo s'insurge contre les tortures utilisées dans l'armée d'Afrique (lettre à Moline de Saint-Yon, ministre de la Guerre).
- 18 avril : bataille de Cerro Gordo.
- 22 avril, France : Jean-Jacques Ampère est élu à l'Académie française.
- 28 avril, France : pour éviter à Charles Hugo de faire son service militaire, Victor Hugo achète un remplaçant. Adolphe Grangé signera ce contrat en échange de 1 100 francs.

## Naissances
- 2 avril : Édouard Adam, peintre français († 10 février 1929).